# إميلي بارينجر
كانت إميلي دانينغ بارينجر (27 سبتمبر 1876 - 8 أبريل 1961) أول جراح إسعاف في العالم وأول امرأة تحصل على إقامة جراحية.
ولدت إميلي دانينغ في سكارسديل بنيويورك لأبوين هما إدوين جيمس دانينغ وفرانسيس جور لانغ. واجهت عائلة نيويورك الميسورة أوقاتًا عصيبة عندما كانت في العاشرة من عمرها وغادر والدها إلى أوروبا لمحاولة تعويض ثروته، تاركًا والدتها مع خمسة أطفال. عندما اقترح صديق حسن النية لوالدة دانينغ أن الفتاة قد تصبح متدربة في طاحونة، قالت والدتها «هذا يحسم السؤال. ستذهبين إلى الكلية.» أوصت الدكتورة ماري كورينا بوتنام جاكوبي -وهي صديقة للأسرة- بالدورة التحضيرية الطبية لجامعة كورنيل ووافق عمها -هنري دبليو سيج مؤسس كورنيل- على دفع الرسوم الدراسية لها كما ساعد أصدقاء العائلة الآخرون في النفقات. تخرجت إميلي دانينغ في عام 1897 وقررت الالتحاق بكلية الطب في مستوصف نيويورك. خلال سنتها الثانية هناك اندمجت الكلية مع كلية الطب بجامعة كورنيل الجديدة.
حصلت على شهادتها في الطب عام 1901، ثم حصلت على ثاني أعلى درجة في الامتحان التأهيلي للتدريب الداخلي في مستشفى جوفيرنور في مدينة نيويورك. رفض المستشفى طلبها. في العام التالي تقدمت مرة أخرى هذه المرة بدعم من الشخصيات السياسية والدينية وقبلها المستشفى، وهي أول امرأة تم قبولها على الإطلاق لتلقي التدريب الجراحي بعد التخرج في الخدمة في المستشفى.

## حياتها كطبيب مقيم
طبقًا لموقع الويب الخاص بالمكتبة الطبية الوطنية «قام زملاؤها الأطباء المقيمون في بارينغر بتعيين جداول زمنية صعبة وقاموا بمضايقتها بطرق أخرى». كتبت عن المضايقات في سيرتها الذاتية والتي «توضح قيمة الدعم من المرشدين والأسرة والأصدقاء وطاقم التمريض والجمهور». أثارت الطبيبة فضول حي لوار إيست سايد حيث عملت، ونشرت صحف مدينة نيويورك مقالات خاصة عنها.
تزوجت من بنيامين بارينجر -وهو طبيب أيضًا- في اليوم التالي لإنهاء إقامتها في عام 1904. أنجب الزوجان طفلين: بنيامين لانج بارينجر (1910-1992) وفيلونا بارينجر ستيفر (1918-1989).
خلال الحرب العالمية الأولى شغلت منصب نائب رئيس لجنة الخدمة الحربية لمستشفيات النساء الأمريكيات في الجمعية الطبية النسائية الوطنية (فيما بعد جمعية الطبيبات الأمريكية) وقادت حملة لجمع الأموال لعربات الإسعاف ليتم إرسالها إلى أوروبا.

## حياتها المهنية اللاحقة
بعد الحرب تولت بارينجر منصبًا في طاقم أمراض النساء في مستشفى نيويورك الطبي. كانت أيضًا جراحًا حاضرًا في مستشفى نيويورك للنساء والأطفال، وتخصصت في دراسة الأمراض التناسلية. أصبحت أيضًا جراحًا معالجًا في مستشفى كينغستون أفينيو في بروكلين ثم مديرة طب النساء.
كانت بارينجر مدافعة عن حق المرأة في التصويت وعملت على تحسين التعليم الطبي للمرأة والصحة العامة والإصلاحات الخاصة بمعاملة النساء السجينات. كانت رئيسة الجمعية الطبية النسائية الأمريكية في عام 1942. وكرئيسة مشاركة للجنة الخدمة الحربية بالجمعية قامت بتنظيم مستشفى النساء الأمريكيات في أوروبا، والذي قدم الرعاية الطبية والجراحية أثناء الحرب وبعدها.
خلال الحرب العالمية الثانية ضغطت بارينجر على الكونغرس للسماح للطبيبات بالعمل كضابطات بتكليف في فيلق الاحتياط الطبي بالجيش. أقر الكونجرس قانون سباركمان في عام 1943 والذي منح المرأة الحق في تلقي اللجان في الجيش والبحرية وخدمة الصحة العامة.
عاشت لاحقًا في دارين ونيو كنعان في كونيتيكت. تم إدخالها إلى قاعة مشاهير النساء في ولاية كونيتيكت عام 2000.
تم تحويل سيرتها الذاتية: قصة أول جراح إسعاف في نيويورك، إلى فيلم عام 1952 "الفتاة بالأبيض" ‏، بواسطة شركة إنتاج مترو غولدوين ماير.